# Alan Grenyer
Alan Grenyer (* 31. August 1892 in North Shields, Northumberland; † 20. April 1953 ebenda) war ein englischer Fußballspieler.

## Karriere
Grenyer kam 1910 von North Shields Athletic zum FC Everton, ursprünglich Innenstürmer, wurde er bei Everton meist als linker Läufer eingesetzt, eine Position, auf der er sich bis 1915 in Konkurrenz mit dem englischen Internationalen Harry Makepeace befand. Nachdem er in den ersten beiden Spielzeiten bei Everton kaum zum Einsatz gekommen war, gehörte er ab der Saison 1912/13 regelmäßig zum Aufgebot und gewann mit Everton in der Saison 1914/15 die englische Meisterschaft. Zwischen 1915 und 1919 wurde der Ligabetrieb der Football League wegen des Ersten Weltkriegs ausgesetzt, Grenyer kam in den kriegsbedingten Ersatzwettbewerben zu 119 Einsätzen.
Am 11. Oktober 1919 kam der kopfballstarke und umsichtig agierende Grenyer zu einem Einsatz für eine englische Landesauswahl, die Partie gegen Wales wird heutzutage als eines von vier Victory Internationals des Jahres 1919 geführt, Auswahlspiele nach Kriegsende, die nicht als offizielle Länderspiele gelten. Nachdem er in den beiden Spielzeiten nach Kriegsende noch regelmäßig zu Evertons Aufgebot gehört hatte, wurden in den folgenden Jahren Einsätze immer seltener, 1923/24 fand er gar keine Berücksichtigung mehr. Seinen letzten Einsatz absolvierte er am 10. Februar 1923, bei einem 3:1-Erfolg im Goodison Park gegen den FC Chelsea.
Im November 1924 wechselte er zum Zweitligisten FC South Shields, blieb aber auch dort zunächst unberücksichtigt und kam erst ab der Saison 1926/27 vermehrt zu Einsätzen. 1928 stieg er mit dem Klub in die Third Division North ab und beendete ein Jahr später seine Karriere. Zu diesem Zeitpunkt hatte er bereits bei South Shields Erfahrung als Assistenztrainer gesammelt, die er in der Folge bei seinem früheren Klub North Shields einbrachte. Bis zu seinem Tod im Jahre 1953 blieb Grenyer als Trainer bei North Shields tätig.